# أليسون بيتر
أليسون بيتر (بالإنجليزية: Allison Peter) هي منافسة ألعاب القوى أمريكية، ولدت في 4 يوليو 1992 في كريستيانستيد في الولايات المتحدة.

## وصلات خارجية
- أليسون بيتر على موقع الاتحاد الدولي لألعاب القوى (الإنجليزية)
- أليسون بيتر على موقع أوليمبيديا (الإنجليزية)